# تقنيات فرعية بدعم من ناسا
التقنيات المُطورة بمساعدة ناسا: هي منتجات وخدمات تجارية فرعية طُورت بمساعدة ناسا خلال عقود البحث والتطوير، مثل: برنامج بحوث الابتكار للأعمال الصغيرة «إس بي آي آر» أو منح برنامج «إس تي تي آر»، أو ترخيص براءات اختراع ناسا، أو استخدام مرافق ناسا، أو مساعدة تقنية من موظفي ناسا، أو بيانات من أبحاث ناسا.
تتوفر معلومات حول تكنولوجيا ناسا الجديدة التي قد تكون مفيدة للصناعة على شكل نشرة دورية وعلى شكل موقع إلكتروني في «تقارير ناسا التقنية»، بينما يُعلن عن الأمثلة الناجحة للتسويق (الاستغلال التجاري) سنويًا في نشرة ناسا «للتقنيات الفرعية التي طورت بمساعدة ناسا». وثقت نشرة «التقنيات الفرعية التي طورت بمساعدة ناسا» أكثر من 2000 تقنية مع مرور الوقت.
في عام 1979، ساعد مؤلف الخيال العلمي البارز روبرت أنسون هيينلين في جذب الانتباه للتقنيات الفرعية التي طُورت بمساعدة ناسا عندما طُلب منه المثول أمام الكونغرس بعد تعافيه من واحدة من أوائل العمليات المجازة الوعائية المعروفة لتصحيح الشريان المسدود، في شهادته، المعاد طباعتها في كتابه المسمى الكون الموسع في 1980، ادعى أن أربع تقنيات طُوّرت بمساعدة ناسا جعلت الجراحة ممكنة، وهي بعض تقنيات من القائمة الطويلة للتقنيات التي طُورت بمساعدة ناسا الناتجة عن التنمية الفضائية.
منذ عام 1976، وصل برنامج نقل التكنولوجيا التابع لناسا موارد ناسا بالقطاع الخاص، مشيرًا إلى المنتجات التجارية بأنها منتجات فرعية. تشمل المنتجات المعروفة -التي تدعي ناسا أنها طُورت من قبلها- الرغوةَ المرنة (سميت أولًا بالرغوة اللينة)، والأطعمة المجففة بالتجميد، ومعدات مكافحة الحرائق، و «البطانيات الفضائية (الإنقاذ)» للحالات الطارئة، ومبعدة الغبار (مكنسة غبار لا سلكية)، و زرع القوقعة (عملية جراحية)، وملابس السباحة «إل زد آر ريسر»، وحساسات استشعار الصور «سي موس». اعتبارًا من عام 2016، نشرت ناسا أكثر من 2000 تقنية من التكنولوجيا الفرعية الأخرى التي طورت من قبلها في مجالات تكنولوجيا الكمبيوتر والبيئة والزراعة والصحة والطب والسلامة العامة والنقل والترفيه والإنتاجية الصناعية. على عكس الاعتقاد الشائع، لم تخترع ناسا تانج أو فيلكرو أو تيفلون.

## تاريخ نشر التقنيات الفرعية التي طورت بمساعدة ناسا
تضم نشرة ناسا للتكنولوجيا الفرعية المطورة بمساعدتها التكنولوجيا المتاحة للجمهور. منذ عام 1976، قدمت وكالة ناسا معدل 50 تقنية كل عام في النشرة السنوية، وتحتفظ النشرة بقاعدة بيانات مع الإمكانية للبحث عن هذه التقنيات. عندما انبثقت المنتجات عن أبحاث الفضاء لأول مرة، قدمت ناسا تقريرًا بالأبيض والأسود في عام 1973 بعنوان «تقرير برنامج استخدام التكنولوجيا». بسبب الاهتمام بالتقارير، قررت ناسا إنشاء المنشورات السنوية بالألوان. نُشرت نشرة التكنولوجيا الفرعية أول مرة في عام 1976، ومنذ ذلك الحين، وزعت ناسا نسخًا مجانية على الجامعات ووسائل الإعلام والمخترعين وعامة الناس. تصف النشرة كيف تعمل ناسا مع الكثير من الصناعات والشركات الصغيرة لتقديم تكنولوجيا جديدة للجمهور. اعتبارًا من عام 2016، كان هناك أكثر من 1920 من المنتجات الفرعية ضمن قاعدة البيانات التي يعود تاريخها إلى عام 1976.

## الصحة والطب

### مقاييس الحرارة الأذنية باستخدام الأشعة تحت الحمراء
طورت شركة «دياتيك» وناسا ميزان حرارة أذني يقيس الإشعاع الحراري المنبعث من طبلة الأذن، على غرار طريقة قياس درجة حرارة النجوم والكواكب. تتجنب هذه الطريقة الاتصال بالأغشية المخاطية وتسمح بقياس درجة الحرارة السريع للمرضى حديثي الولادة أو العاجزين. دعمت ناسا شركة دياتيك من خلال برنامج مشاركة التكنولوجيا.

### جهاز المساعدة البطيني
نتج عن التعاون بين ناسا والدكتور مايكل دبغي والدكتور جورج نون وشركة مايكروميد تكنولوجي مضخة ضمن القلب للمرضى الذين ينتظرون عمليات زرع القلب. يعمل جهاز المساعدة البطيني «مايكروميد دبغي» «ڤاد» كجسر لعملية زرع القلب عن طريق ضخ الدم حتى يتوفر قلب متبرع. المضخة تقارب عُشر حجم أجهزة «ڤاد» النابضة المسوقة حاليًا. نظرًا لصغر حجم المضخة، أصيب عدد أقل من المرضى بالتهابات مرتبطة بالجهاز. يمكن أن تعمل مدة تصل إلى 8 ساعات على البطاريات، ما يتيح للمرضى القدرة على القيام بالأنشطة اليومية المعتادة.

### ليزك
تأتي تقنية ليزك من الجهود التي بذلت في ثمانينيات القرن الماضي من أجل تقنية الالتقاء الذاتي (تقنية للتوجيه الذاتي) وعربات الرسو في الفضاء لخدمة الأقمار الصناعية. في نهاية المطاف، ظهرت تقنية ليدار لحساب المدى والسرعة بالتصوير (الضوء أو الليزر) التي يمكن استخدامها لرسو السفن الفضائية. استخدمت ليدار أيضًا في الأبحاث العسكرية والأبحاث التي ترعاها وكالة ناسا للتطبيقات في تتبع الأهداف الاستراتيجية والتحكم بإطلاق الأسلحة. تستخدم تقنية الليزك من قبل أطباء العيون لتتبع حركات العين بمعدل 4000 مرة في الثانية أثناء إعادة تشكيل القرنية، السطح الأمامي الصافي للعين، باستخدام الليزر.

### زراعة القوقعة
بدأ المهندس آدم كيسياه، مهندس ناسا، العمل في منتصف سبعينيات القرن العشرين على ما يمكن أن يصبح عملية لزراعة القوقعة، وهو جهاز يوفر الإحساس بالسمع للأشخاص الذين كانت فائدة أجهزة مساعدة السمع لهم قليلة أو معدومة. استخدم كيسياه علمه الذي تعلمه أثناء عمله مهندس أجهزة إلكترونية في ناسا. استغرق هذا العمل أكثر من ثلاث سنوات، عندما كان كيسيا يقضي فترات استراحة الغداء وأمسياته في مكتبة ناسا التقنية، يدرس تأثير المبادئ الهندسية على الأذن الداخلية. في عام 1977، ساعدت ناسا كيسيا في الحصول على براءة اختراع لزرع القوقعة.

### أطراف صناعية
شكّل تمويل ناسا المستمر إلى جانب ابتكاراتها المتعددة -في مجال الروبوتات وامتصاص الصدمات ووسائل الراحة- مصدر إلهام مكّن القطاع الخاص من إنشاء حلول جديدة وأفضل للأطراف الاصطناعية للبشر والحيوانات. تُهيأ التطويرات مثل تطويرات شركة الروبوتات البيئية لأنظمة العضلات الاصطناعية مع قدرات الاستشعار والتشغيل الآلي للاستخدام في الروبوتات الفضائية لناسا والأنشطة خارج المركبة من أجل خلق أطراف اصطناعية أكثر ديناميكية وظيفية.
بالإضافة إلى ذلك، جلبت تعديلات أخرى للقطاع الخاص لتقنية الرغوة اللينة لناسا مواد قابلة للتشكيل حسب الطلب توفر الشكل والمظهر الطبيعي للجسد، بالإضافة إلى منع الاحتكاك بين الجلد والبدلة وتراكم الحرارة والرطوبة.

### الثنائيات المسارية (الديودات) الباعثة للضوء في العلاج الطبي
بعد تجارب أولية باستخدام الثنائيات الباعثة للضوء في تجارب نمو النباتات في مكوك الفضاء التابع لوكالة ناسا، أصدرت ناسا منحةَ ابتكار للأعمال الصغيرة التي أدت إلى تطوير وحدة ثنائي باعث للضوء «ليد» محمولة باليد عالية الكثافة طُورت بواسطة شركة كوانتوم ديفايس «شركة الأجهزة الكمومية» التي يمكن استخدامها لعلاج الأورام بعد استنفاد خيارات العلاج الأخرى. اعتُمد هذا العلاج من قبل إدارة الغذاء والدواء «إف دي إيه» وأُدخل في قاعة الشهرة لتكنولوجيا الفضاء التابعة لاتحاد الفضاء في عام 2000.

### أجهزة التقويم غير المرئية
أجهزة التقويم غير المرئية هي نوع من السيراميك الشفاف يسمى الألومينا متعددة الكريستالات الشفافة «تي بّي إيه». طورت شركة معروفة باسم سيرادين «تي بّي إيه» بالتعاون مع بحث ناسا عن السيراميك المطور لأن يكون حماية لهوائيات الأشعة تحت الحمراء على أجهزة تعقب الصواريخ الحرارية.

### عدسات مقاومة للخدش
رخصت شركة تصنيع نظارات شمسية تدعى فوستر غرانت لأول مرة تقنية ناسا للعدسات المقاومة للخدش، وهي تقنية طُورت لحماية معدات الفضاء من الخدش في الفضاء، وخاصة واقيات الخوذة.